# Júlia Soares
Julia Soares, född 23 augusti 2005 i Curitiba, är en brasiliansk gymnast.

## Karriär
Vid världsmästerskapen i artistisk gymnastik 2023 ingick Soares i det brasilianska laget som tog silver i lagtävlingen. Vid OS 2024 ingick hon i det brasilianska laget som tog brons i lagtävlingen.